# به نام سرخ آزادی
به نام سرخ آزادی نام تک‌آهنگی از مژگان شجریان است که در میانه خیزش ۱۴۰۱ ایران منتشر شد.

## انتشار
این آهنگ در آذرماه ۱۴۰۱ منتشر شد و شجریان آن را به کسانی تقدیم کرد که «که قلبشان برای وطن می‌تپد و خون سرخشان در بستر رگ‌های آزادی تا ابد جاری می‌ماند.»

## بخشی از متن ترانه
آه اگر آزادی سرودی می‌خواند
آه اگر به فرداها نویدی می‌داد
صدا می‌شوی هزاران هزار
رها می‌شوی بهاران بهار
تو ای ایران بمان جاویدان
به نام وطن تو با من بخوان
بخوان به نام زن
بخوان به نام ایران
بخوان به نام آزادی
بخوان به نام ایران